# Кредитна лінія
Кредитна лінія — метод кредитування. Позичальник отримує право на отримання і використання кредиту у відведений термін, при цьому встановлюється ліміт видачі та/або ліміт заборгованості.
Договір про відкриття кредитної лінії включає обов'язок банку надати протягом терміну кредит на узгоджених умовах і кореспондуюче право клієнта. У ньому позичальник має право:
- самостійно визначати час отримання кредитних коштів в межах загального терміну
- самостійно визначати спосіб отримання кредитних коштів (повністю / частинами)
- взагалі не брати кредит

Для роботи кредитних ліній сторони можуть укладати генеральну (рамкову) угоду, для упорядкування потоку тривалих ділових зв'язків. У ній вказується яким чином сторони укладають кредитні (локальні) договори, що містить конкретні умови про предмет (терміни, ліміти видачі та/або ліміти заборгованості та ін.) Кредитна лінія відрізняється від кредитних карт і кредитування в цілому тим, що клієнт може отримувати позику не один раз у встановлений день, а тоді, коли вона буде потрібна, частинами або повністю. Кредитні лінії є популярним інструментом у споживчому кредитуванні, особливо серед небанківських фінансових установ.